# Elisabeth Jansson
Elisabeth Jansson (født: 10. februar 1976) er en svensk mezzosopran, som fra 2009 har været ansat på Det Kongelige Teater. 
Jansson har studeret på Richard Strauss Konservatorium i München og Royal Academy of Music i London. 

## Roller
Jansson har bl.a. haft roller på Det Kongelige Teater som:
- Dorabella i Mozart's Così fan tutte
- Caroline Matilde i Holten's Livlægens Besøg
- Octavian i Strauss' Rosenkavaleren
- Titelrollen i Bizet's Carmen
- Cherubino i Mozart's Figaros Bryllup
- Rosina i Rossini's Barberen i Sevilla
- Mélisande i Debussy's Pelléas og Mélisande
- Miranda i Adés' Stormen
- Suzuki i Puccinis Madame Butterfly

## Ekstern henvisning og kilde
- Elisabeth Jansson (dansk)
- Elisabeth Jansson, biografi (engelsk) Arkiveret 10. februar 2010 hos  Wayback Machine